# 夢、追踪
《夢、追踪》是香港歌手黎明的錄音室專輯，全碟由陳永明監製，專輯於1995年11月30日由唱片公司寶麗金首次發行。

## 製作
《夢、追踪》收錄了10首歌曲，當中包括一首國語歌〈原諒我〉，主打歌〈危情追踪〉是一首帶有搖滾風格的中版快歌；〈沒名字的歌，無名字的你〉是一首由Calvin Ho作曲、林夕填詞的情歌，黎明亦創作了兩首歌，包括〈剎那心情〉及與他的助手天恩共同創作的〈夢境〉。隨碟附送香精書簽，並在歌書上寫有每一首歌背後黎明想表達情感的文章（由楊智深寫編）。

## 曲目列表
| CD       | CD                     | CD       | CD         | CD          | CD                               | CD    |
| 曲序     | 曲目                   |          | 作曲       | 编曲        | 备注                             | 时长  |
| -------- | ---------------------- | -------- | ---------- | ----------- | -------------------------------- | ----- |
| 1.       | 危情追                 | 姚沁     | 山本洋太   | 山本洋太    |                                  | 4:06  |
| 2.       | 告訴我你會在夢境中等我 | 林夕     | 玉置浩二   | Adrian Chan | 原曲為玉置浩二的〈Star〉         | 3:55  |
| 3.       | 有意無意               | 劉卓輝   | 唐奕聰     | 唐奕聰      |                                  | 3:55  |
| 4.       | 沒名字的歌，無名字的你 | 林夕     | Calvin Ho  | 趙增熹      |                                  | 4:12  |
| 5.       | 夢境                   | 簡寧     | 黎明 天恩  | 岸村正      |                                  | 4:08  |
| 6.       | 原諒我（國語）         | 林明陽   | 單立文     | Adrian Chan |                                  | 3:45  |
| 7.       | 剎那心情               | 林夕     | 黎明       | 岸村正      |                                  | 4:36  |
| 8.       | 最真一吻               | 李敏     | C. Y. Kong | C. Y. Kong  |                                  | 4:02  |
| 9.       | 讓我愛你               | 向雪懷   | 谷村新司   | 唐奕聰      |                                  | 3:38  |
| 10.      | 好朋友                 | 周禮茂   | 鹿紋太郎   | 唐奕聰      | 原曲為稻垣潤一的〈まちがえた夏〉 | 4:50  |
| 总时长： | 总时长：               | 总时长： | 总时长：   | 总时长：    | 总时长：                         | 41:07 |

## 幕後製作人員
以下是《夢、追踪》的幕後製作人員名單：
- 鍵琴：唐奕聰（曲目3,9,10）、趙增熹（曲目4）、岸村正実（曲目5,7）
- 結他：鄧建明（曲目1,10）、陳偉文（曲目2、6）、Danny Leung（曲目4）、千代正行（曲目7）、C.Y. Kong（曲目8）、Tommy Ho（曲目9）
- 木結他：千代正行（曲目5）
- 電結他：梶原順（曲目5）
- 低音結他：林志宏（曲目6,9）、盛旦華（曲目10）
- 鼓：Ricky Chu（曲目6,9）
- 色士風：Paulo Levi（曲目9）
- 電結他：梶原順（曲目5）
- 小提琴：黃衛明（曲目2）
- 電子樂器：陳偉文（曲目2、6）、唐奕聰（曲目3）、C.Y. Kong（曲目1、8）
- 和音：雷有輝（曲目1,2,5－8）、鍾慶鴻（曲目2）、天濛光（曲目2,6）、雷有曜（曲目3,4,9,10）、張偉文（曲目4,6,8－10）、陳碧清（曲目4,9,10）、李小梅（曲目4－10）、陳美鳳（曲目5－8）、譚錫禧（曲目5,7）
- 混音：Adrian Chan（曲目1,2,6）、吳子良（曲目3－5,7－10）
- 錄音：Adrian Chan、Daryl Wong、David Sum、John Lin、Shinichi Usui、Wai、陳輝陽
- 美術指導：邱偉明
- 攝影：Sam Wong
- 助理監製：吳子良
- 監製：陳永明
- 經理人公司：百事活娛樂事業有限公司

## 評論摘要
評論指寶麗金為了爭取將同公司新人陳慧琳的首張專輯《醉迷情人》派台而減少對《夢、追踪》專輯宣傳，導致銷量大不如前，更傳出只賣出5,000張，因此黎明開始尋找新的唱片拍檔，而這個拍檔正是製作《醉迷情人》專輯的音樂創作人雷頌德。由於主打歌曲〈危情追踪〉、〈沒名字的歌，無名字的你〉的派台成績不俗（〈危情追踪〉更是四台冠軍歌），加上當時黎明的演唱會銷情暢旺，因此這張專輯在1996年初獲得白金唱片（五萬張銷量），並能在往後推出的《Perhaps...》中延續優勢。

## 流行榜成績
以下是《夢、追踪》專輯的派台歌曲名單，以及其歌曲在香港四大電子媒體音樂流行榜的最高位置。
| 派台歌曲／流行榜           | 903專業推介 | 中文歌曲龍虎榜 | 新城電台勁爆本地榜 | 勁歌金榜 |
| -------------------------- | ----------- | -------------- | ------------------ | -------- |
| 〈危情追〉                 | 冠軍        | 冠軍           | 冠軍               | 冠軍     |
| 〈告訴我你會在夢境中等我〉 | 未能上榜    | 季軍           | 未能上榜           | 未能上榜 |
| 〈沒名字的歌 無名字的你〉  | 第10位      | 未能上榜       | 未能上榜           | 冠軍     |
| 〈原諒我〉                 | 未能上榜    | 未能上榜       | 未能上榜           | 第6位    |

## 獎項
以下是收錄於《夢、追踪》專輯的歌曲獲頒發的獎項：
- 電視廣播有限公司1995年度勁歌金曲季選——第四季得獎歌曲〈危情追踪〉[11]
- 電視廣播有限公司1995年度勁歌金曲頒獎典禮——十大勁歌金曲獎〈危情追踪〉[12]
- 電視廣播有限公司1996年度勁歌金曲季選——第一季得獎歌曲〈沒名字的歌，無名字的你〉
- 香港商業電台1995年度叱咤樂壇流行榜頒獎典禮——專業推介叱咤十大歌曲〈危情追踪〉[13]